# Jomtien
Jomtien es una ciudad en la costa este del Golfo de Tailandia a unos 165 km al sureste de Bangkok en la provincia de Chonburi. Está a unos 3 km al sur de Pattaya y alberga condominios de gran altura, hoteles junto a la playa, playas y restaurantes.